# Молотьковская волость
Молотько́вская волость — административно-территориальная единица в составе Брянского уезда Орловской губернии.
Административный центр — село Молотьково.
Волость была образована в ходе реформы 1861 года. Являлась самой крупной волостью уезда по населению и по количеству населённых пунктов.
В 1880-е годы Молотьковская волость была разделена на Вороновскую и Снопотскую.